# قواطع الأدلة
قواطع الأدلة هو كتاب في أصول الفقه الإسلامي، ألفه الحافظ أبو المظفر السمعاني (426 هـ-489 هـ)، تكلم المؤلف في كتابه عن مقدمات أصول الفقه، وأقسام الكلام والأوامر والعموم والخصوص والمجمل والمبين، والأخبار والناسخ والمنسوخ، والإجماع والقياس والاجتهاد وغيرها من الأبواب الأصولية ، ويعتبر كتاب القواطع الأصول لمؤلفه أبو المظفر السمعاني من أهم الكتب التي ألفت في أصول الفقه، جرى فيه المؤلف في أسلوب فريد ونمط بديع أفاد فيه كثيرا وأجاد لأنه وأن صنفه على طريقة المتكلمين إلا أنه مزجه بشيء من الفقه على ما هو عليه الفقهاء.
قال الحافظ السبكي في طبقات الشافعية:
| قواطع الأدلة | ولا أعرف في أصول الفقه أحسن من كتاب القواطع ولا أجمع كما لا أعرف فيه أجل من ولا أفحل من برهان إمام الحرمين فبينهما في الحسن عموم وخصوص | قواطع الأدلة |